# 주오구 (고베시)
주오구(일본어: 中央区)는 일본 효고현 고베시의 구이다. 1980년 후키아이구와 이쿠타구가 합병되어 설치되었다.
메이지 시대의 개항과 함께 발전을 시작한 지역으로 전후에 행정 기능이 이전해 온 것에 의해 고베 및 고베 도시권의 도심 역할을 하고 있다. 지진 재해 전후까지 개항 당시부터의 영사관도 이 땅으로부터 "고베"의 이름을 씌워 오사카로 이전했지만 아직 명예 영사관·국제기관이 많이 존재하고 있다.
산노미야, 이진칸이 있는 중요 전통적 건조물군 보존지구의 기타노정 야마모토도리, 고베 루미나리에와 근대 건축 조명으로 유명한 이전의 집류지, 중화가의 차이나타운, 고베항 워터 프런트의 아메리칸 파크, 고베 하버랜드, 포트아일랜드, 고베 공항(마린 에어), 동부 신도심의 HAT 고베 등이 있다. 그리고 주고베 대한민국 총영사관이 이곳에 위치하고 있다.

## 인접한 자치체
- 고베시 나다구, 효고구, 기타구

## 역사
- 1889년 - 고베시가 성립하였다.
- 1931년 - 행정구를 설치해 현 주오구 지역에 고베구, 미나토히가시구, 후키아이구가 설치되었다.
- 1945년 - 행정구를 재편성해 아라타 지구를 제외한 미나토히가시구와 고베구가 합병해 이케다구가 되었다.
- 1980년 - 후키아이구와 이케다구를 통합해 주오구를 설치하였다.

## 교통

### 철도
- 서일본 여객철도
  - 산요 신칸센
  - 도카이도 본선
  - 산요 본선(JR 고베선)

- 한큐 전철
  - 고베 본선

- 한신 전기 철도
  - 본선

- 고베 고속 철도
  - 도자이선

- 고베시 교통국(고베 시영 지하철)
  - 세이신·야마테선
  - 가이간선
  - 호쿠신선

- 고베 신교통
  - 포트 아일랜드선

### 도로
- 한신 고속도로 (3호 고베선 등)
- 국도 제2호선
- 국도 제28호선
- 국도 제171호선
- 국도 제174호선
- 국도 제428호선